# Christian Rohde (Politiker)
Christian Rohde (* 19. September 1988 in Frankfurt am Main) ist ein deutscher Politiker (Alternative für Deutschland). Seit 2024 ist er Abgeordneter im Hessischen Landtag.

## Leben
Rohde legte 2007 Abitur an der St. Lioba-Schule Bad Nauheim ab und studierte von 2008 bis 2011 Wirtschaftswissenschaften an der Universität Frankfurt am Main und schloss das Studium mit dem Bachelor of Science ab. Dann studierte er von 2012 bis 2016 Geografie der Globalisierung an der Universität Frankfurt am Main und erwarb einen Master of Arts. Er ist ledig und hat zwei Kinder.

## Politik
Rohde ist Mitglied AfD. Er arbeitete 2017 bis 2020 als Referent für Mariana Harder-Kühnel (AfD), MdB und von 2020 bis 2023 als Referent für Robert Lambrou (AfD), MdL. 2022 wurde er Mitglied der Stadtverordnetenversammlung der Stadt Karben und 2019 Mitglied des Kreistages des Wetteraukreises. Bei der Landtagswahl in Hessen 2023 wurde er auf Platz 18 der AfD-Landesliste in den Landtag gewählt, dem er seit dem 18. Januar 2024 angehört. Im Landtag ist er Mitglied im Europaausschuss und im Ausschuss für Digitales, Innovation und Datenschutz sowie Schriftführer im Ältestenrat.